# Americas Pacific Challenge 2017
El Americas Pacific Challenge del 2017 fue la segunda edición del torneo de rugby con selecciones secundarias, desarrollado en octubre en Montevideo, Uruguay y organizado por la World Rugby.
Consistió en dos series de tres equipos, cada uno de loc cuales se enfrentó a los equipos de la otra serie. Al disputarse las tres fechas se confeccionó una tabla general para determinar las posiciones finales.
Este año volvieron a participar 5 de las selecciones de la primera edición, mientras que debutó Tonga A a cambio de Fiyi Warriors.

## Equipos participantes
| - Argentina XV - Tonga A - USA Select XV | - Canadá A - Samoa A - Uruguay A |

## Posiciones
| Pos.    | Equipo        | Encuentros | Encuentros | Encuentros | Encuentros | Tantos  | Tantos    | Tantos     | Puntos Bonus | Puntos Totales |
| Pos.    | Equipo        | jugados    | ganados    | empatados  | perdidos   | a favor | en contra | diferencia | Puntos Bonus | Puntos Totales |
| ------- | ------------- | ---------- | ---------- | ---------- | ---------- | ------- | --------- | ---------- | ------------ | -------------- |
| Grupo A |               |            |            |            |            |         |           |            |              |                |
| 1       | Argentina XV  | 3          | 3          | 0          | 0          | 238     | 38        | + 200      | 3            | 15             |
| 2       | USA Select XV | 3          | 2          | 0          | 1          | 120     | 110       | + 10       | 3            | 11             |
| 3       | Tonga A       | 3          | 2          | 0          | 1          | 87      | 77        | + 10       | 2            | 10             |
| Grupo B |               |            |            |            |            |         |           |            |              |                |
| 1       | Samoa A       | 3          | 1          | 0          | 2          | 90      | 142       | - 52       | 3            | 7              |
| 2       | Uruguay A     | 3          | 1          | 0          | 2          | 77      | 156       | - 79       | 2            | 6              |
| 3       | Canadá A      | 3          | 0          | 0          | 3          | 58      | 147       | - 89       | 1            | 1              |

Nota: Se otorgan 4 puntos al equipo que gane un partido y 2 al que empate
Puntos Bonus: 1 punto por convertir 4 tries o más en un partido y 1 al equipo que pierda por no más de 7 tantos de diferencia

## Resultados

### Primera fecha
| 7 de octubre 12:30 | USA Select XV | 26 - 48 | Samoa A | Estadio Charrúa, Montevideo |  |
|                    |               | Reporte |         |                             |  |

| 7 de octubre 15:00 | Argentina XV | 71 - 17 | Canadá A | Estadio Charrúa, Montevideo |  |
|                    |              | Reporte |          |                             |  |

| 7 de octubre 17:30 | Tonga A | 25 - 34 | Uruguay A | Estadio Charrúa, Montevideo |  |
|                    |         | Reporte |           |                             |  |

### Segunda fecha
| 11 de octubre 11:00 | Tonga A | 31 - 15 | Canadá A | Estadio Charrúa, Montevideo |  |
|                     |         | Reporte |          |                             |  |

| 11 de octubre 14:00 | Argentina XV | 85 - 14 | Samoa A | Estadio Charrúa, Montevideo |  |
|                     |              | Reporte |         |                             |  |

| 11 de octubre 16:00 | USA Select XV | 49 - 36 | Uruguay A | Estadio Charrúa, Montevideo |  |
|                     |               | Reporte |           |                             |  |

### Tercera fecha
| 15 de octubre 12:30 | Tonga A | 31 - 28 | Samoa A | Estadio Charrúa, Montevideo |  |
|                     |         | Reporte |         |                             |  |

| 15 de octubre 15:00 | USA Select XV | 45 - 26 | Canadá A | Estadio Charrúa, Montevideo |  |
|                     |               | Reporte |          |                             |  |

| 15 de octubre 17:30 | Argentina XV | 82 - 7  | Uruguay A | Estadio Charrúa, Montevideo |  |
|                     |              | Reporte |           |                             |  |

| Bandera de Argentina |
| Campeón Argentina XV |
| Segundo título       |